# Lunckeryggen
Der Lunckeryggen (norwegisch; englisch Luncke Range) ist ein Gebirgszug von bis zu 3020 m hohen Bergen im ostantarktischen Königin-Maud-Land. Im Gebirge Sør Rondane erstreckt er sich über eine Länge von 16 km in nordsüdlicher Ausrichtung zwischen dem Jenningsbreen und dem Gjelbreen.
Norwegische Kartografen kartierten ihn 1957 anhand von Luftaufnahmen, die bei der US-amerikanischen Operation Highjump (1946–1947) entstanden waren. Sie benannten den Gebirgszug  nach dem norwegischen Kartografen Bernhard Luncke (1894–1963), der 1946 die Karten für H. E. Hansens Atlas over dele av det Antarktiske kystland (deutsch Atlas über Teile der antarktischen Küstenländer) entwarf, der in einer Überarbeitung aus dem Jahr 1957 auch eine Karte zum Gebirge Sør Rondane enthält.